# Europese auto in 1897
Dit artikel geeft een overzicht van alle Europese personenwagens geproduceerd in 1897 door een significante autoconstructeur. De auto's staan alfabetisch gerangschikt per merk. Hier staan enkel Europese merken, ongeacht of ze eigendom zijn van een niet-Europees concern. Ook gaat het om constructeurs die algemeen bekend zijn met auto's die algemeen voor het publiek verkrijgbaar zijn. 
| Adler |                  | concern:                | Onafhankelijk |
| Adler | divisie:         |                         |               |
| Adler | merk:            | Adler Duitse Keizerrijk |               |
| Adler | model:           | ?                       |               |
| Adler | einde productie: | ?                       |               |
| Adler | productieaantal: | ?                       |               |

| Eysink |                  | concern:         | Onafhankelijk |
| Eysink | divisie:         |                  |               |
| Eysink | merk:            | Eysink Nederland |               |
| Eysink | model:           | ?                |               |
| Eysink | einde productie: | 1898             |               |
| Eysink | productieaantal: | ?                |               |

| Germain |                  | concern:       | Onafhankelijk |
| Germain | divisie:         |                |               |
| Germain | merk:            | Germain België |               |
| Germain | model:           | ?              |               |
| Germain | einde productie: | ?              |               |
| Germain | productieaantal: | ?              |               |

| Lanchester |                  | concern:                       | Onafhankelijk |
| Lanchester | divisie:         |                                |               |
| Lanchester | merk:            | Lanchester Verenigd Koninkrijk |               |
| Lanchester | model:           | 1897                           |               |
| Lanchester | einde productie: | 1898                           |               |
| Lanchester | productieaantal: | ?                              |               |

| Menon |                  | concern:     | Onafhankelijk |
| Menon | divisie:         |              |               |
| Menon | merk:            | Menon Italië |               |
| Menon | model:           | 1897         |               |
| Menon | einde productie: | 1897         |               |
| Menon | productieaantal: | ?            |               |

| Peugeot |                  | concern:          | Onafhankelijk |
| Peugeot | divisie:         |                   |               |
| Peugeot | merk:            | Peugeot Frankrijk |               |
| Peugeot | model:           | 14                |               |
| Peugeot | einde productie: | 1898              |               |
| Peugeot | productieaantal: | ?                 |               |

| Peugeot |                  | concern:          | Onafhankelijk |
| Peugeot | divisie:         |                   |               |
| Peugeot | merk:            | Peugeot Frankrijk |               |
| Peugeot | model:           | 15                |               |
| Peugeot | einde productie: | 1901              |               |
| Peugeot | productieaantal: | ?                 |               |

| Peugeot |                  | concern:          | Onafhankelijk |
| Peugeot | divisie:         |                   |               |
| Peugeot | merk:            | Peugeot Frankrijk |               |
| Peugeot | model:           | 16                |               |
| Peugeot | einde productie: | 1900              |               |
| Peugeot | productieaantal: | 87                |               |

| Peugeot |                  | concern:          | Onafhankelijk |
| Peugeot | divisie:         |                   |               |
| Peugeot | merk:            | Peugeot Frankrijk |               |
| Peugeot | model:           | 17                |               |
| Peugeot | einde productie: | 1902              |               |
| Peugeot | productieaantal: | 182               |               |

| Peugeot |                  | concern:          | Onafhankelijk |
| Peugeot | divisie:         |                   |               |
| Peugeot | merk:            | Peugeot Frankrijk |               |
| Peugeot | model:           | 19                |               |
| Peugeot | einde productie: | 1902              |               |
| Peugeot | productieaantal: | 75                |               |

| Peugeot |                  | concern:          | Onafhankelijk |
| Peugeot | divisie:         |                   |               |
| Peugeot | merk:            | Peugeot Frankrijk |               |
| Peugeot | model:           | 20                |               |
| Peugeot | einde productie: | 1900              |               |
| Peugeot | productieaantal: | 14                |               |

| Vabis |                  | concern:     | Onafhankelijk |
| Vabis | divisie:         |              |               |
| Vabis | merk:            | Vabis Zweden |               |
| Vabis | model:           | 1897         |               |
| Vabis | einde productie: | 1897         |               |
| Vabis | productieaantal: | ?            |               |

| Vallee |                  | concern:         | Onafhankelijk |
| Vallee | divisie:         |                  |               |
| Vallee | merk:            | Vallee Frankrijk |               |
| Vallee | model:           | 1897             |               |
| Vallee | einde productie: | 1897             |               |
| Vallee | productieaantal: | ?                |               |